# Humpy Wheeler
Howard Augustine Wheeler, detto Humpy (Belmont, 23 ottobre 1938), è un dirigente d'azienda statunitense, ex presidente e direttore generale del Charlotte Motor Speedway.
È stato inoltre il doppiatore originale di Tex nel film d'animazione Cars - Motori ruggenti.